# Haltérophilie aux Jeux olympiques de 1920
Navigation
Saint-Louis 1904 Paris 1924
Résultats des épreuves d'haltérophilie aux Jeux olympiques d'été de 1920 à Anvers en Belgique.

## Tableau des médailles
| Rang  | Pays       | Médaille d'or | Médaille d'argent | Médaille de bronze | Total |
| 1     | France     | 2             | 0                 | 1                  | 3     |
| 2     | Belgique   | 1             | 1                 | 1                  | 3     |
| 3     | Estonie    | 1             | 1                 | 0                  | 2     |
| 3     | Italie     | 1             | 1                 | 0                  | 2     |
| 5     | Suisse     | 0             | 1                 | 1                  | 2     |
| 6     | Luxembourg | 0             | 1                 | 0                  | 1     |
| 7     | Suède      | 0             | 0                 | 2                  | 2     |
| Total | Total      | 5             | 5                 | 5                  | 15    |

## Résultats
| Catégorie            | Or                     | Argent                   | Bronze                   |
| Plumes –60 kg        | Frans de Haes Belgique | Alfred Schmidt Estonie   | Eugène Ryter Suisse      |
| Légers 60–67.5 kg    | Alfred Neuland Estonie | Louis Williquet Belgique | Florimond Rooms Belgique |
| Moyens 67.5–75 kg    | Henri Gance France     | Pietro Bianchi Italie    | Albert Pettersson Suède  |
| Mi-lourds 75–82.5 kg | Ernest Cadine France   | Fritz Hünenberger Suisse | Erik Pettersson Suède    |
| Lourds +82.5 kg      | Filippo Bottino Italie | Joseph Alzin Luxembourg  | Léon Bernot France       |